# We Can Do It!

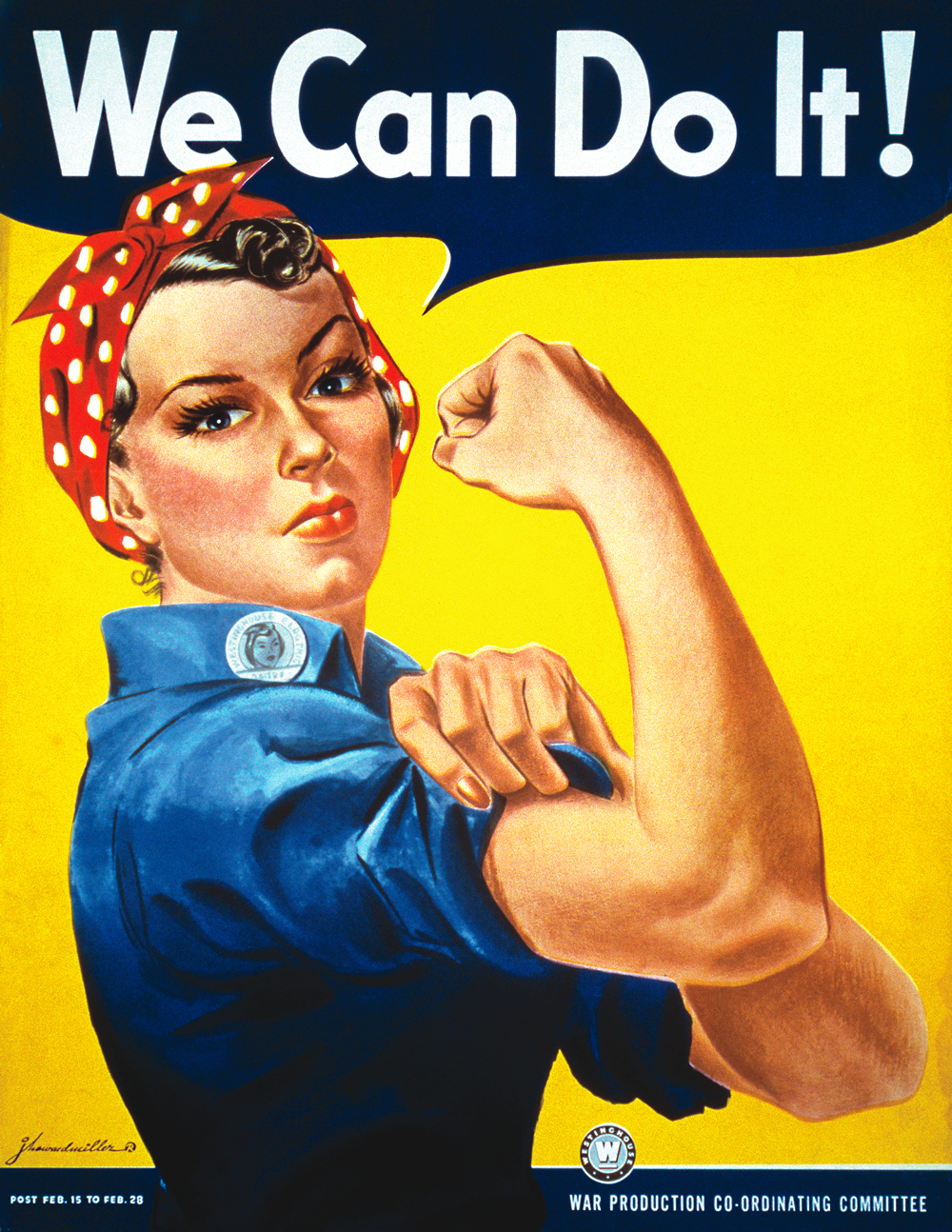
Плакат Дж. Говарда Миллера «We Can Do It!»

«We Can Do It!» (с англ. — «Мы можем сделать это!») — американский пропагандистский плакат времён Второй мировой войны, созданный в 1943 году Дж. Говардом Миллером для компании «Вестингауз Электрик» и предназначенный для повышения морального духа рабочих.
Считалось, что плакат был основан на чёрно-белой фотографии мичиганской рабочей по имени Джеральдин Дойл. Однако в 2015 году выяснилось, что прообразом плаката стала фотография 20-летней Наоми Паркер, которую она ранее сделала на авиационной базе ВМС Аламида в Калифорнии. Тогда ей и дали прозвище «Роузи-клепальщица».
Первоначально изображение было вывешено в феврале 1943 года и использовалось только внутри компании «Вестингауза» и предназначено было вовсе не для вербовки женщин-рабочих, а для того, чтобы призвать уже нанятых женщин работать более упорно.
Во время войны плакат распространялся очень мало, но в начале 1980-х был заново открыт и широко воспроизводился во многих формах, часто под названием «We Can Do It!», но также и под названием «Клепальщица Роузи».
Начиная с 1980-х годов, изображение «We Can Do It!» стало использоваться в феминизме и других политических движениях.
В 1994 году изображение попало на обложку журнала Смитсоновского института и в 1999 году появилось на почтовой марке США.
В 2008 году плакат использовался в агитационных материалах некоторых американских политиков и в 2010 году был переработан художником в честь первой женщины, ставшей премьер-министром Австралии.
Плакат является одним из десяти наиболее востребованных изображений в Национальном управлении архивов и документации.

## История создания
Долгое время ошибочно считалось, что натурщицей для создания образа послужила фабричная работница Джеральдин Дойл из Мичигана, проработавшая на заводе всего несколько недель. Окончательно образ Роузи сформировал знаменитый художник Норман Рокуэлл. Впервые его рисунок появился на обложке The Saturday Evening Post 29 мая 1943 года (в 2002 году этот выпуск был продан с аукциона за 5 миллионов долларов).
26 декабря 2010 года Джеральдин Дойл скончалась в возрасте 86 лет в городе Лансинг (штат Мичиган). Модель знаменитого постера отрицала, что она и постер с её изображением стали прототипом для песни «Роузи-клепальщица», которая действительно не имела к ней никакого отношения. Однако в массовом сознании эти два образа слились воедино, и плакат «We Can Do It!» стал известен, и как «Роузи-клепальщица».
23 января 2018 года в возрасте 96 лет скончалась американка Наоми Паркер Фрейли, ставшая прообразом плаката «We Can Do It!».